# Лаку-Рошу
Лаку-Рошу (Озеро Красное, Убийца; рум. Lacul Roșu, венг. Gyilkos-tó) — озеро на северо-востоке Румынии, в Восточных Карпатах, рядом с ущельем Биказ. Озеро образовалось в 1837 году в результате сильных ливневых дождей и мощного обвала скал, которые перекрыли горную речку, образовав некое подобие дамбы. Оно имеет форму буквы «Г», глубину 10,5 метра, площадь 114676 м² и длину береговой линии 2830 метров. Высота над уровнем моря — 978 м.
Рассказывают, что раньше на месте озера было пастбище, там пастухи пасли стада овец. Однажды налетела страшная гроза, начался ливень, пастухи попрятались, кто где мог. Гром, молнии, сотрясение земли — спастись не удалось никому. А наутро на месте речной долины оказалось озеро. Много людей и животных погибло, и воды озера были окрашены их кровью. Потому его и назвали «Красным озером» или «Убийцей».

## Легенда об озере
Жила неподалёку красивая девушка Эстер. Глаза у неё были зеленые, волосы черные, и стройна она была, как тополь, — все парни в округе на неё заглядывались. Однажды солнечным июльским утром пошла Эстер на ярмарку и там увидела красивого и сильного юношу, который не побоялся выйти один против медведя и лучше всех играл на флейте. Глаза их встретились — любовь поразила их, как молния. Юноша купил небесно-голубой шелковый платок и зеркальце и попросил Эстер стать его женой. Но юношу вскоре забрали в армию, и влюбленные не успели пожениться. Очень тосковала Эстер по своему возлюбленному, иногда ходила к горной речке, чтобы поплакать там в одиночестве. Однажды, когда солнце уже клонилось к закату, с гор спустился разбойник, увидел девушку, и красота её так поразила его, что он бросил её в седло и увез. Он предлагал ей свою любовь, золото, серебро и алмазный дворец, обещал сделать её королевой — но Эстер не захотела стать его женой, она умоляла горы помочь ей, спасти её. И горы неожиданно откликнулись: зашатались скалы, засверкали молнии, оглушающе загрохотал гром, начался камнепад… Огромный валун, оторвавшись от скалы, убил девушку и разбойника, страшное землетрясение погубило и пастухов, которые пасли овец на противоположном берегу реки.
В последнее воскресенье июля золотистые лучи восходящего солнца осветили удивительный пейзаж: там, где ещё вчера была долина, по которой несла свои воды кристальной чистоты горная река, — рухнули скалы и образовалось озеро, из которого торчали стволы погибших деревьев, мутные воды скрыли зелёную траву и цветы. Так погибла нежная и прекрасная Эстер.

## Галерея

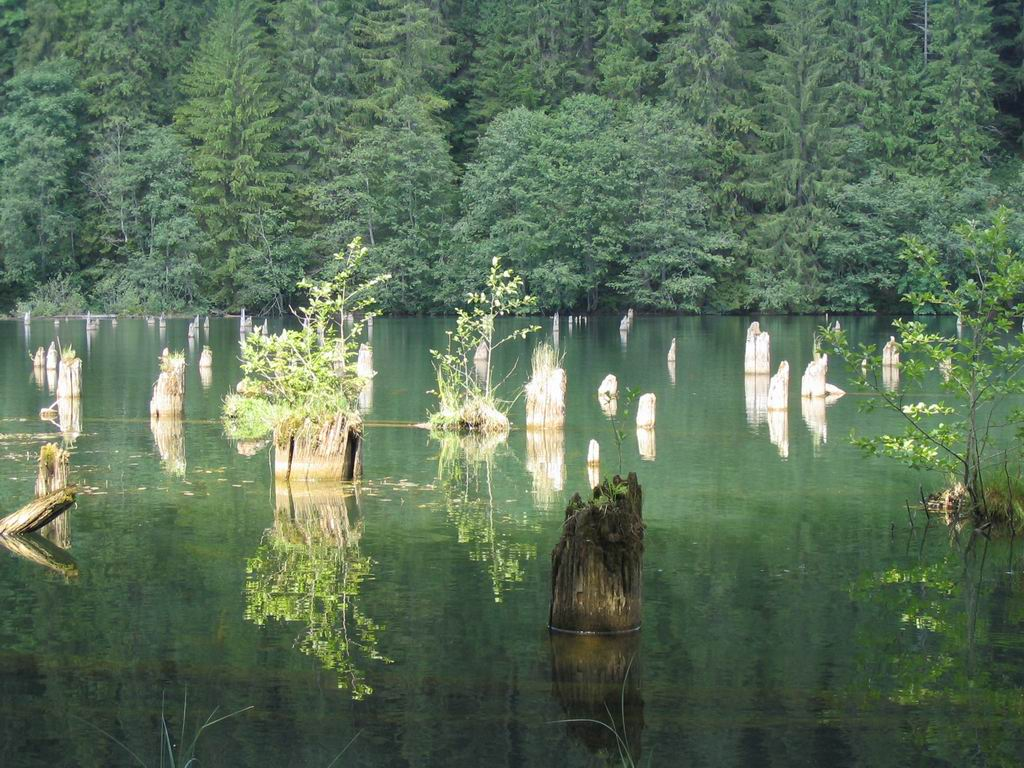
Озеро Лаку-Рошу. Из воды выглядывают стволы старых елей.
3D-модель прилегающей к озеру местности.
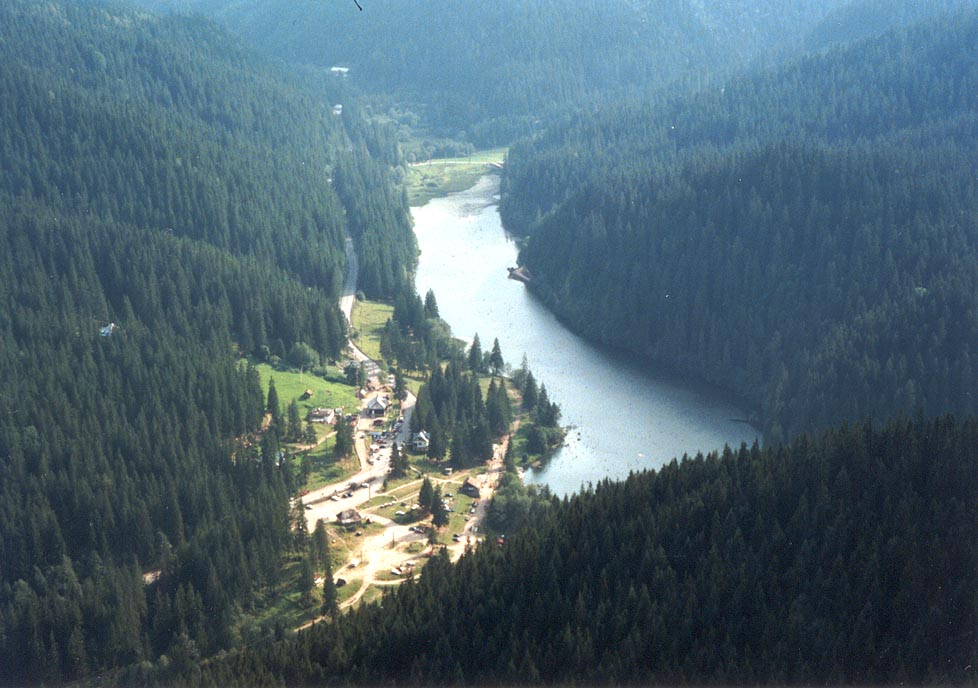
Общий вид на озеро.